# 김민호 (1990년 10월)
김민호(한국 한자: 金敏浩, 1990년 10월 1일 ~ )는 대한민국의 축구 선수이며, 포지션은 수비수이다.